# Ganglió
|  | No s'ha de confondre amb Gangli limfàtic o Gangli nerviós. |

Un ganglió és un relleu ple de fluid associat amb una beina d'una articulació o d'un tendó. Sovint es produeixen a la part posterior del canell seguit pel davant del canell. L'inici és sovint durant mesos. Normalment no hi ha més símptomes. Ocasionalment es pot acompanyar de lleuger dolor o entumiment. Les complicacions poden incloure la síndrome del túnel carpià.
La causa és desconeguda. El mecanisme subjacent es creu que implica un trencament de la membrana sinovial. Els factors de risc inclouen la gimnàstica. El diagnòstic es basa típicament en l'examen amb llum brillant a través de la lesió que dona suport. La imatge mèdica es pot fer per descartar altres causes potencials.
Les opcions de tractament inclouen l'espera vigilant, l'aspiració de l'articulació afectada, l'aspiració amb agulla o la cirurgia. Aproximadament la meitat de les vegades es resolen espontàniament. Al voltant de 3 de cada 10.000 persones desenvolupen un ganglió recent del canell o de la mà en un any. Generalment es produeixen en dones joves i de mitjana edat. Es desaconsella Intentar tractar la lesió colpejant-la amb un llibre per trencar-la.